# Combinado
Combinado est une municipalité brésilienne située dans l'État du Tocantins.